# ابرویلر
ابرویلر (به انگلیسی: Aberwheeler) یک منطقهٔ مسکونی در بریتانیا است که در دنبیشر واقع شده‌است. ابرویلر ۲۹۸ نفر جمعیت دارد.